# Salix pulchra
Salix pulchra — вид квіткових рослин із родини вербових (Salicaceae).

## Морфологічна характеристика
Це кущ 0.1–3(4.5) метра заввишки. Гілки жовто-коричневі чи червоно-коричневі, не чи злегка сизі (злегка чи дуже блискучі), клапчасто ворсинчасті до майже голих; гілочки жовто-зелені чи коричневі, голі, запушені чи густо ворсинчасті. Листки на ніжках 2.8–10(15) мм; найбільша листкова пластина вузько-еліптична, еліптична чи зворотно-яйцювата, 22–75 × 8–26 мм; краї плоскі чи злегка закручені, цільні, городчасті чи зубчасті; верхівка загострена, гостра чи опукла; абаксіальна (низ) поверхня сіра, гола чи запушена, середня жилка волосиста, волоски прямі (білі, іноді також залозисті); адаксіальна поверхня від сильно- до злегка блискучої, середня жилка гола чи рідко запушена; молода пластинка зелена, гола чи запушена абаксіально, волоски білі, іноді також залозисті. Сережки квітнуть до появи листя: тичинкові 21–53 × 12–19 мм, маточкові 27–82 × 8–20 мм. Коробочка 3.2–5.6 мм. 2n = 76. Цвітіння: середина квітня — кінець липня.

## Середовище проживання
США (Аляска) і Канада (Північно-Західні території, Юкон, Британська Колумбія, Нунавут); Росія. Населяє арктичні бореальні та субальпійські чагарники, окрайці річок і озер, тундра, чорні ялиново-лишайникові рідколісся, відкриті білі смереково-березові рідколісся; 0–2000 метрів.

## Використання
Рослина збирається з дикої природи для місцевого використання в якості їжі та ліків. Його висаджують уздовж берегів струмків, щоб стабілізувати територію та запобігти ерозії, а також висаджують на відходах старих шахт, щоб відновити середовища проживання диких тварин.